# América Vizcaíno
América Vizcaíno Sahagún (México, 1960) es bióloga y activista ambiental reconocida por su labor a favor de la conservación de la naturaleza en el estado de Querétaro, México. Su trabajo de más de tres décadas incluye la defensa de áreas ecológicas prioritarias para la Zona Metropolitana de Querétaro, así como la vigilancia del cumplimiento de la legislación ambiental y política ambiental en Querétaro y en México.

## Trayectoria
Cofundadora e integrante de Ambientalistas de Querétaro A.C. Ha sido coordinadora del Consejo de Participación Ciudadana para el Medio Ambiente, en el estado de Querétaro. También ha sido columnista para El Universal Querétaro y Poder informativo, utilizando ese espacio para atraer la atención a las distintas problemáticas ambientales que se viven en Querétaro. 
Trabaja en la promoción de los derechos ambientales de las personas en Querétaro, a través de la defensa ordenada y congruente, en espacios institucionalizados, en los distintos niveles de gobierno. 
Durante más de dos décadas se ha enfocado en la defensa del polígono conocido como “Peña Colorada” ubicado en las inmediaciones del municipio de Querétaro y de El Marqués, para que sea decretado como Área natural protegida por su valor ecológico y social para la Ciudad de Querétaro. Como parte de su trabajo vigía de este predio, ha denunciado casos de corrupción vinculados a cambios de uso de suelo alrededor y dentro del predio en cuestión.
Ha trabajado en colaboración para que se diseñe e implemente una política pública ambiental estatal óptima. Ha exhortado la creación de planes de ordenamiento ecológico para el estado de Querétaro y planes de gestión de riesgo en la ciudad de Querétaro; ha denunciado la corrupción en casos de contaminación, así como el riesgo latente de Sierra Gorda por plagas y burocracia excesiva.
Además, ha dedica su trabajo para exigir el respeto a la ciudadanía y la biodiversidad en proyectos de infraestructura y desarrollo.  Y en ese sentido, ha abogado por el fortalecimiento de la Procuraduría ambiental en Querétaro.